# Batalla de Pozo de Vargas
La Batalla de Pozo de Vargas, librada el 10 de abril de 1867, fue un enfrentamiento de las guerras civiles argentinas, entre las fuerzas federales del caudillo Felipe Varela y las del gobierno nacional argentino, dirigidas por el general Antonino Taboada, en las afueras de la ciudad de La Rioja. La victoria de Taboada significó el final de la última y mayor rebelión del norte contra la presidencia de Bartolomé Mitre. La conocida canción popular anónima "Zamba de Vargas" trata sobre este acontecimiento.

## Antecedentes
La Revolución de los Colorados en Mendoza, a fines de 1866, era el resultado de la política de sumisión que había impuesto el gobierno de Mitre a las provincias. Las pocas provincias que se unieron espontáneamente a su política, francamente centralista, habían colaborado para extender la dominación del partido liberal por el resto del país. En las provincias de Cuyo y el noroeste, los gobiernos habían sido desplazados violentamente, y el partido federal estaba proscripto.
La rebelión más firme estuvo dirigida durante dos años por el general Ángel Vicente Peñaloza, alias el Chacho, y sangrientamente aplastada por las fuerzas enviadas desde Buenos Aires; con ellas colaboró el ejército santiagueño de los hermanos Taboada, y la guerra se saldó con la derrota y el asesinato de Peñaloza.
La guerra de la Triple Alianza contra Paraguay llevó nuevamente a la exasperación a las poblaciones, especialmente a los gauchos del campo, que eran los que formaban la mayor parte de los contingentes enviados a la guerra. Varios motines de soldados enganchados a la fuerza prepararon el terreno, y finalmente uno de ellos derrocó al gobierno de la provincia de Mendoza. Rápidamente, los federales ganaron para su causa a las provincias de San Juan y San Luis. Desde Chile regresó el coronel Varela, al frente de un contingente bastante reducido (en el que figuraban unos 15 soldados chilenos) y se puso al frente de la revolución en La Rioja. Pronto reunió unos 5.000 hombres, gauchos bien montados y valientes, pero mal dirigidos y peor armados. Además de dos cañones de pequeño calibre.
Mientras tanto, el general Juan Saá y el coronel Juan de Dios Videla dirigían los gobiernos y ejércitos federales en Cuyo. Llevaron el grueso de su ejército hasta el este de la provincia de San Luis.
Tras imponer un gobierno federal en La Rioja, Varela atacó el oeste de la provincia de Catamarca. Desde allí, por el norte de La Rioja, pensaba dirigirse a la capital de esa provincia.

## La batalla

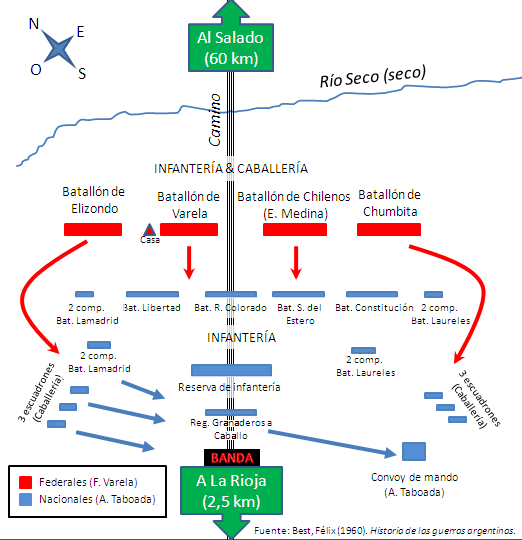
Mapa de la batalla de Pozo de Vargas.

En camino hacia Catamarca, Varela recibió aviso de que Taboada había ocupado la ciudad de La Rioja con un ejército de 3.000 hombres. Para no tenerlo a sus espaldas, retrocedió hacia ella. Fue un tremendo error, ya que se privó de expandir la revolución a otras provincias, donde podía haber recibido apoyos.
El peor de los errores, sin embargo, fue no haberse asegurado la provisión de agua. Avanzó dos días hacia el sur sin nada que darle de beber a sus caballos y hombres, y encontró todos los pozos secos. Insólitamente, siguió adelante. El próximo pozo disponible era el de la estancia de Vargas, a una legua de la ciudad. Pero allí lo esperaba Taboada con 1700 hombres, provocativamente ubicados en torno del único pozo.
El 10 de abril a media mañana aparecieron los federales, muertos de sed. Varela dudó en atacar en esas condiciones, pero la muerte de algunos de sus hombres mientras distribuía sus tropas lo decidió. La batalla comenzó a la una de la tarde.
Los federales lucharon con desesperación, pero sus caballos estaban debilitados y tenían muy pocas armas de fuego. Los nacionales, en cambio, estaban armados con fusiles de repetición y se limitaron a resguardarse y tirar contra los blancos móviles que desfilaban frente a ellos. La superioridad numérica de los montoneros les permitió algunos éxitos parciales, entre ellos la captura por parte del coronel Elizondo del parque del ejército nacional y el avance hasta entrar en la ciudad de La Rioja. Pero sus hombres, casi muertos de hambre y sed, se dispersaron por la población, comiendo y bebiendo, incluso emborrachándose.
La batalla terminó hacia las seis de la tarde, con la completa derrota federal, que dejó en el campo de batalla más de mil muertos y otros tantos prisioneros. Los nacionales perdieron unos doscientos hombres, sobre todo de la caballería, que había sido utilizada con torpeza. Con menos de 180 hombres, Varela debió retirarse, dejando el campo al muy maltrecho ejército nacional.

## Consecuencias
La batalla fue un desastre para las esperanzas de los federales. Sus hombres retrocedieron, desorganizados, hacia el norte de la provincia, para luego girar hacia el oeste, sin atacar Catamarca. En esa zona recibieron la noticia de la derrota del ejército de Saá en la batalla de San Ignacio y de la huida de todos los dirigentes federales cuyanos a Chile.
Varela siguió resistiendo varios meses, e incluso ocupó por unas horas las ciudades de Salta y Jujuy, pero terminaría refugiado en Bolivia. De todos modos, nunca volvió a reunir más de 800 o 1000 hombres.
La revuelta federal había fracasado por completo, y el régimen liberal imperaría sin oposición durante varias décadas en la Argentina. La última rebelión contra el régimen porteño estaría dirigida por Ricardo López Jordán, pero sería exclusivamente entrerriana.

## La Zamba de Vargas
En relación con esta batalla se ha tejido la leyenda de la zamba que habría tocado la banda del ejército Taboada. Los soldados santiagueños, acobardados por la superioridad numérica del enemigo, se habrían puesto a bailar con sus fusiles al oír los acordes de la zamba, con lo que habrían recuperado el valor. Durante años se dijo que la zamba que circulaba con el nombre de Zamba de Vargas era la misma que se habría ejecutado ese día.
Pero algunos historiadores con simpatías por el bando federal respondieron que la banda que tocó la conocida zamba era la de Varela, y que como la banda cayó en manos de Taboada, éste también se apoderó de la zamba.
En realidad, no hay pruebas de que el género musical conocido como “zamba” existiera siquiera en fechas tan tempranas. Por el tipo de composición, es seguro que la Zamba de Vargas es, por lo menos, varias décadas posterior a la batalla.